# 奥南暗沙
奥南暗沙，属南薇滩最大的暗沙。目前由越南控制，中国声称對其擁有主权。

## 历史
- 1935年中国的公布名称为阿利那滩。
- 1947年和1983年中国的公布名称为奥南暗沙。有外文图书称其为Orleana Shoal[1]。

## 地质地形
该滩呈条带形，东北一西南走向，长14.26km，宽5.58km，水深8.2-10.9m。